# SUMPAC
SUMPAC
ソレントスカイ航空博物館に展示されているSUMPAC
- 用途：人力飛行機
- 設計者：デイビッド・ウィリアムズ
- 製造者：SUMPACプロジェクト
- 初飛行：1961年11月9日
- 生産数：1機
- 退役：1965年11月25日
- 運用状況：展示

SUMPAC（サンパック、サムパック/Southampton University Man Powered AirCraft）とは、イギリスのサウサンプトン大学の学生が結成したチームによりクレーマー賞（8の字飛行賞）の獲得を目標として開発された人力飛行機である。1961年11月9日にパイロットの力のみによる平地からの離陸、および継続飛行に世界で初めて成功した。

## 概要
1960年春、サウサンプトン大学の学生が人力飛行機の懸賞競技であるクレーマー賞（8の字飛行賞）の獲得を目標とした人力飛行機開発計画・SUMPACプロジェクトを発案した。1960年7月に計画は実行に移され、SUMPACの開発が始まった。
機体完成から約2ヶ月間の地上試験を経た、1961年11月9日、イギリス南部サウサンプトン近くのラシャム飛行場において、テストパイロットとして協力したグライダー教官のデレク・ピジョットにより、世界初となる平地からのパイロットの力のみによる離陸とその後の継続飛行に成功した。その後、パイロットのトレーニングと機体に改良を続けながら1年近くの間に40回の飛行を実施、最長飛行距離622m、最高到達高度3.65mの記録を残した。
1963年初頭にプロジェクトチーム設立メンバーの一人が機体を買い取り、インペリアル・カレッジ・ロンドンでSUMPACの改良を続けた。1965年11月、2年以上を費やして改良されたSUMPACだったが、改良後に実施されたごく初期の試験飛行中に突風にあおられて墜落、大破した。
SUMPACはクレーマー賞獲得を目的に開発され、改良が加えられたが、最後までクレーマー賞が規定する飛行に挑戦することはなかった。

## 開発・飛行の経緯

### サウサンプトン大学における開発と飛行
SUMPACのプロジェクトチームはアンネ・マースデン（Anne Marsden）、アラン・ラッシャー（Alan Lassiere）、デイビッド・ウィリアムズ（David Williams）を中心としたサウサンプトン大学の学生で構成されており、大部分が航空宇宙工学専攻の大学院生であった。1960年春に後にSUMPACとなる人力飛行機開発が着想された。設計は1960年7月に開始され、同年9月末までにはプロジェクト設計を完了、クレーマー賞の管理団体であるイギリス王立航空協会（Royal Aeronautical Society/RAeS）への報告を実施し、プロジェクトへの経済的援助に応募した。また、同時期に専攻長であったE. J. リチャードの協力と承認を得ることに成功し、より詳細な設計と計画が開始された。もっともリチャード自身にはこのプロジェクトが成功するという確信はなかった。
設計は、まずパイロットが供給可能な出力についての調査から始まった。最終的に自転車と同様にペダルを漕ぐことで力を発生させ、コクピットには背もたれ付きの椅子に半ば寝そべって漕ぐリカンベント型の構造が採用された。これはパイロットに求められる動力の供給と操縦に必要な両手の自由を両立するためであった。開発中にはリチャードの協力により主翼、プロペラ、機体の模型に対して風洞実験が行われ、性能確認が行われた。
製作は1961年1月からサウサンプトン大学のジョージ・エドワーズ卿構造振動研究所で開始された。1961年3月16日には、RAeSの審査を通過した2チームのうちの1チームとして補助金1500ポンドが提供された。この資金援助がなければ進捗の遅延は免れなかったとされる。SUMPACは1961年9月初頭に完成した。
機体完成後の1961年9月初旬から、ラシャム飛行場でSUMPACの試験が開始された。ラシャム飛行場での試験では同飛行場を拠点とするラシャム・グライダーセンターがこのプロジェクトに協力した。その一環としてグライダーのチーフフライトインストラクターであったデレク・ピジョットがSUMPACのテストパイロットを務めることとなった。
その後の2ヶ月間で地上試験と機体の改良が行われた。1961年11月9日、ピジョットの搭乗でパイロットの力のみによる離陸が試みられた。2度目の挑戦で高さ3フィート（約91.5cm）程度のジャンプに成功し、続く3回目の挑戦で飛距離46m、高さ5フィート（約1.5m）の飛行に成功した。
ピジョットによる試験飛行により、SUMPACの飛行特性が明らかになった。SUMPACはパイロットが制御できない激しい揺れの後に接地し、グラウンドループを頻発した。グライダー教官であったピジョットを以ってしてもSUMPACの着陸は「まったく手に負えない("quite a handful")」代物だった。一方で、離陸時に必要な出力を供給することについては、元々トレーニングをしておらず、アスリートでなかったピジョットであっても容易だった。プロジェクトチームはクレーマー賞に向けたパイロットとして、オリンピックへの出場経験を持つ長距離走者のマーティン・ハイマン（Martin Hyman）を採用し、グライダーによる訓練を始めていたが、特に初期の試験飛行においては体力や筋力よりも飛行技術や飛行経験がはるかに重要であることが示された。ハイマンによる飛行は1962年の夏以降に予定されることとなった。
また、この時期には既に垂直尾翼の面積不足、車輪のパンク、高出力時の動力伝達ベルトの滑り、プロペラの推力不足といった多くの問題が明らかとなっていた。SUMPACは改良のために再製作され、並行してピジョットもトレーニングを積み、体力の増強に努めた。その結果、1961年11月25日には滞空時間30秒（902フィート（約275m）相当）を記録した。
その後もSUMPACには考えられる限りの改良が施された。ピジョットもトレーニングによって体力を増強し、平均的な肉体を鍛えている健康な男性と同程度まで出力を向上させた。1962年下旬には飛距離2,040フィート（約622m）、高さ12フィート（約3.65m）の飛行に成功した。
SUMPACは初飛行からの1年間で計40回の試験飛行に供された。テストパイロットは主にピジョットが担当したが、設計担当のウィリアムズもテストパイロットとして何度かの試験飛行を行った。また終盤には補助動力を用いた飛行が行われ、80°の旋回にも成功した。

### インペリアル・カレッジ・ロンドンにおける開発
1963年初頭にチーム設立メンバーの一人であるラッシャーがSUMPACを買い取り、SUMPACは彼が移ったインペリアル・カレッジ・ロンドンで改造された。RAeSがプロジェクトに対して追加の資金援助を行ったが、インペリアル・カレッジ・ロンドンでのプロジェクトは進みが遅く、試験飛行に移るまでに2年以上を要した。
インペリアル・カレッジ・ロンドンでは機首のコクピット周りの構造、機首のフェアリングおよびパイロンの変更、外皮素材の変更、駆動系のベルトの変更などが成された。
改良を受けたSUMPACはウェストモーリングへ運ばれ、試験飛行が実施された。ウェストモーリングでの試験では自転車競技者だったジョン・プラット（John Pratt）が勤めた。1965年11月25日の試験飛行中に突風によって高さ29.5フィート（約9m）まで急激に持ち上げられて失速し、機首を下げて地面に向かって突っ込み、墜落した。パイロットのジョンは無傷だったが、主翼、胴体の順に地面に激突し、SUMPACは大破した。この墜落によりSUMPACに対する改良の効果を確認することなくプロジェクトは終了した。

## 機体
配置は、機体前方にコクピットを持ち、後方に水平尾翼、垂直尾翼を備えた単葉機で、固定翼機としては一般的な形が採用された。推進力を生じるプロペラは推進式で、機体上方に突き出したパイロンによって支持された。
機体の構造は当時のグライダーに用いられる造りとして一般的な構造が採用された。荷重倍率も当時のグライダーと同等とされたが、その重量は、通常のグライダーや、より小さなグライダーの大半よりも軽く完成した。構造設計は終極荷重倍率を6として行われた。
材料にはスプルース、バルサといった木材、軽合金が多く用いられ、一部に鉄鋼も使用された。また接合にはボルトではなくエポキシ接着剤を用いて製作された。当時、既に高性能な樹脂材料が存在したが、取り扱いの難しさと効率向上との兼ね合いから避けられた。わずかにビーズ法発泡スチロールが尾翼翼端部に使用された。機体表面には外皮として銀ドープ塗装されたパラシュートナイロンが貼られ、滑らかな表面を実現した。なお、格納庫内の環境により外皮にしわが寄り、表面の滑らかさが失われてしまうことがあったため、ドープ塗装は何度か改良を受けており、重量増を招いた。インペリアル・カレッジ・ロンドンでの改良で胴体などの外皮はポリエチレンテレフタレートのフィルムに変更されている。
初期のSUMPACの運動特性は、通常のパイロットでは制御できないほど特異であった。特にロール方向、ヨー方向に大きな慣性モーメントを持つことに加えて操舵力が貧弱であったため、操縦に対する機体の応答が遅れる特性が見られた。このため、SUMPACは地表近くを飛ぶ際に姿勢を崩すと、たとえ操縦したとしても機体の姿勢が回復する前に接地してしまう。このことが試験飛行において頻発したグラウンドループを引き起こした。

### 主翼
主翼の性能に大きな影響を及ぼす翼型には、NACA653818が採用され、最適揚力係数は0.85とされた。主翼は高翼配置の先細翼で運搬と地上における取り扱いのために3分割された。また、張線を持たない片持ち構造とされた。中央翼には3度のねじり上げ、外翼には10度のねじり下げが施され、全体で7度のねじり下げが施された。上反角は中央翼には設定されず、外翼部に2.5°の上反角がつけられた。飛行中は荷重により翼端が18インチ（約46cm）上方へ変位した。
補助翼は外翼の後縁部に幅25%翼弦長、長さ15フィート（約4.6m）に渡って取り付けられた。
主翼は荷重倍率を4として構造設計が行われた。内部構造は2本桁方式で、主桁はそれぞれ前縁から20％翼弦長、40%翼弦長の位置に配された。主翼の曲げの荷重を受け持つ主要な部材である桁にはスプルースの合板が用いられ、ウェブ付きの桁として製作された。2本の桁は互いに筋交いによって連結されており、この構造によって主翼に生じるねじりに対しても十分な剛性を獲得した。
主翼断面の翼型形状を保持するリブにはスプルースとバルサが用いられ、翼型形状の枠に筋交いを入れた構造が採用された。リブは9インチ（約228mm）間隔で設けられた。前縁から前桁までの20%翼弦長の区間が1/16インチ(約1.6mm)厚のバルサ製外板で覆われ、さらにその上から主翼全体が銀ドープ塗装されたパラシュートナイロンで被覆された。風洞実験により、この構造で60%～70%翼弦長程度まで層流が保たれることが示された。また抗力係数は0.0085とされた。
初期の試験においては翼端保護のために主翼分割部に橇が装備された。
主翼の重量は設計時には29kgとされたが、初飛行時の実測値は36kgと25%近く重く出来上がった。幸いにも、他の部品の重量が設計重量より軽く出来上がったため、全機重量への影響は小さく抑えられた。

### 尾翼
水平尾翼、垂直尾翼は全可動式で、それぞれ昇降舵、方向舵としても機能する。尾翼保護のために胴体後部下面に橇が設置された。垂直尾翼は試験飛行開始早々に面積不足であることが判明した。また、昇降舵による操舵が過剰な傾向にあった。インペリアル・カレッジ・ロンドンでの改良により外皮は透明なポリエチレンテレフタレートのフィルムに変更された。

### 胴体
胴体は横から見ると流麗な曲線で構成されているが、側面は製作上の簡便さから平坦となっていた。胴体には基本骨格に軽合金のパイプを溶接したトラス構造が用いられ、主翼と同様に銀ドープ塗装のパラシュートナイロンの外皮で被覆された。尾翼と同様にインペリアル・カレッジ・ロンドンで外皮がポリエチレンテレフタレートのフィルムに変更された。

### コクピット・駆動伝達系
コクピットは機体前方に位置し、着脱式とされた機首のフェアリングを外して乗り込むようになっている。パイロットは2本の主翼桁の間に設けられた座席に着座し、上方へ延びるプロペラパイロンと一体となった風防越しに主翼上面から前方を見る形となった。パイロットが2本の桁の間に配置されたのは、正確な重心位置を得るためであった。また主翼桁が最も高強度の部材であるため、パイロットを守る意図もあった。
パイロットの姿勢は座席に腰掛け、前方に足を出して漕ぐリカンベント形式が採用された。クランク軸および前輪を収めたフレームは、当初、胴体と同様のパイプ組み構造であったが、初期の地上試験の結果から軽合金の板材による箱型構造のフレームに変更された。フレーム上部は主翼桁に、下部は胴体を構成するパイプに接続された。
操縦はパイロット前方のフラットバー式の操縦桿で行われた。操縦桿は通常の飛行機と同様に3軸の自由度を持ち、押し/引きで昇降舵、水平方向の回転で方向舵、左右へ傾けることで補助翼を動かす仕組みとされた。限られたスペースの都合上、操縦桿は主翼前縁付近に位置し、パイロットとの間に主翼の前桁が横たわる配置となった。このため、前桁のウェブには穴が開けられ、パイロットは両腕をこの穴に通して操縦桿を操作する形となった。
降着装置としては2つの車輪が存在し、コクピットの前部とパイロットの直後に配され、機体の中心線上に前後に並べる方法が採用された。前輪は当初は直径14インチのタイヤだったが、初期段階で軽合金製の直径9インチ（約228mm）で首振り可能なキャスターへ変更された。試験の中で、前輪には機体を水平に保つためのサスペンションが取り付けられた。後輪には直径27インチ(約686mm)の競技自転車用高圧タイヤが用いられた。後輪は地上滑走を補助するためにクランクから競技用自転車に用いられるチェーンによって動力を得る駆動輪とされた。
クランクから供給された動力は、後輪軸に取り付けられたプーリーから、ねじれたベルトを介し、パイロン上部のプロペラまで伝達された。ベルトには幅0.5インチ（約12.7mm）、厚さ0.008インチ（約0.2mm）のばね鋼が用いられた。駆動効率は97%として設計されたが、高出力時にはスチールベルトが滑る事象が発生した。インペリアル・カレッジ・ロンドンでの改良によりばね鋼のベルトは歯付きのベルトに変更された。

### プロペラ
ブレードは2枚、直径は8フィート(約2.44m)で先端部はピッチ角度が調整できる構造とされた。巡航時のプロペラ回転数は毎分240回転とされた。プロペラの桁には軽金属製のパイプが用いられ、リブには同じく軽金属の板材が用いられた。リブ同士の間はバルサ材が充填された。風洞実験によるとプロペラ効率は90%であった。

## 展示
役目を終えたSUMPACは展示のために修復され、、シャットルワース・コレクションに収蔵された後、サウサンプトンにあるソレントスカイ航空博物館に展示されている。

## 諸元
特記なき場合の換算値。カッコ内はの値。
- 乗員：1名
- 全長：7.62m（25フィート）
- 全幅：24.4m（80フィート）
- 空虚重量：56.2kg（124ポンド・設計値）/　58.1kg（実測値[12]）
- 全備重量：119.8kg（264ポンド・設計値）/　121.6kg（実測値[12]）
- 機速
  - 最小出力速度：9.14m/s（30フィート毎秒）
  - 失速速度：7.32m/s（24フィート毎秒）
- 出力
  - 設計最高出力：410W（0.55HP）
  - 設計巡航出力：336W（0.45HP）　＠高度4.6m（15フィート）
  - 設計必要推進出力：246W（0.33HP）　＠高度4.6m（15フィート）
- 主翼
  - 翼幅：24.4m（80フィート）
  - 主翼面積：27.9m2（300平方フィート）
  - アスペクト比：21.3
  - 主翼翼型：NACA653818
  - 翼面荷重：4.30kg/m2（0.88ポンド毎平方フィート・設計値）/　4.35kg/m2（実測値[12]）
- 水平尾翼
  - 翼幅：3.05m（10フィート）
  - モーメントアーム長：5.33m（17フィート6インチ）
  - 面積：1.39m2（15平方フィート）
- 垂直尾翼
  - 翼幅：1.83m（6フィート）
  - モーメントアーム長：5.33m（17フィート6インチ）
  - 面積：1.49m2（16平方フィート）
- プロペラ
  - 直径：2.44m（8フィート）
  - 回転数：240rpm